# Абаран
Абаран (ісп. Abarán) — муніципалітет в Іспанії, у складі автономної спільноти Мурсія. Населення — 12 974 особи (2010).
Муніципалітет розташований на відстані близько 320 км на південний схід від Мадрида, 34 км на північний захід від Мурсії.
На території муніципалітету розташовані такі населені пункти: (дані про населення за 2010 рік)
- Абаран: 10178 осіб
- Барранко-Молакс: 846 осіб
- Ель-Бокерон: 32 особи
- Касабланка: 27 осіб
- Корона: 31 особа
- Оя-дель-Кампо: 1150 осіб
- Рамбла-де-Беніто/Куеста-де-Ехеа: 10 осіб
- Верхелес: 2 особи
- Вірхен-дель-Оро: 698 осіб

## Демографія
Динаміка населення (INE ):

## Галерея зображень

Розташування муніципалітету Абаран у провінції Мурсія
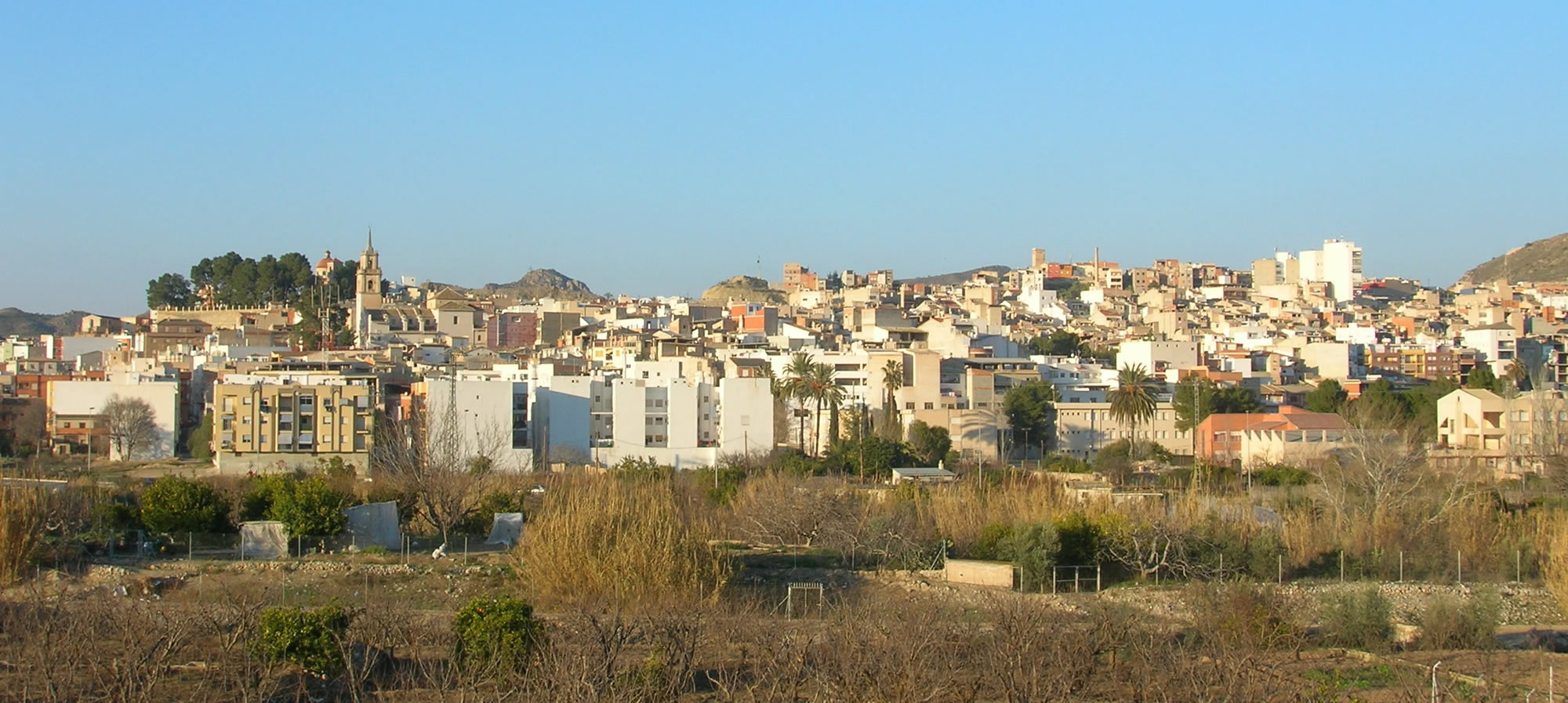
Абаран
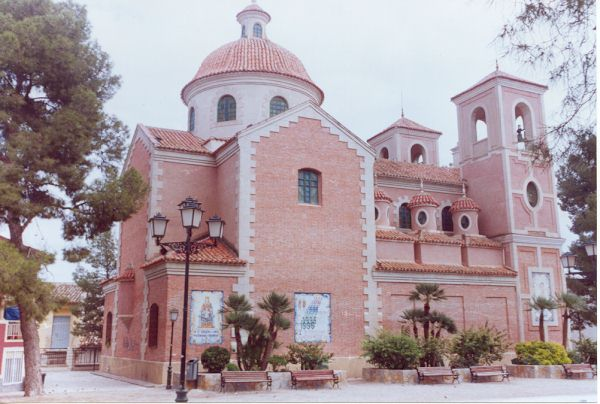
Каплиця Сан-Косме-і-Сан-Даміан
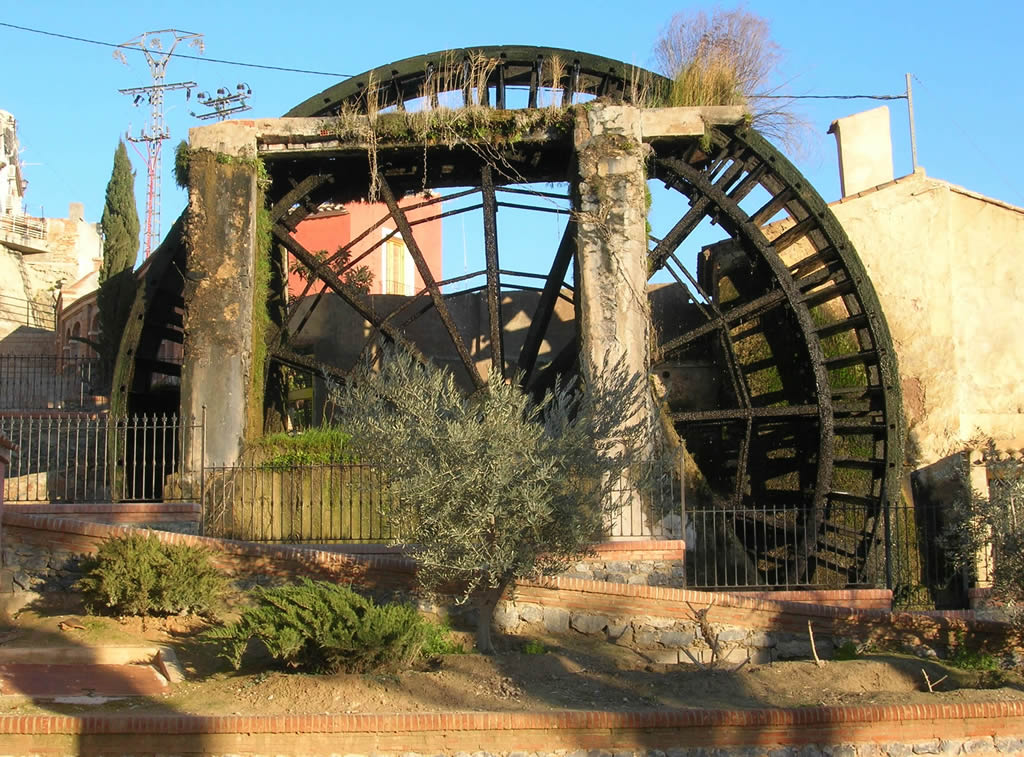
Норія в Абарані